# Resurrection (album de Venom)
Pour les articles homonymes, voir Résurrection (homonymie).
Albums de Venom
Cast in Stone
(1997) Metal Black
(2006)
Resurrection est le dixième album studio du groupe de heavy metal britannique Venom. L'album est sorti en 2000 sur le label SPV GmbH.
Cet album fut en partie la cause de la fin du line-up originel Cronos/Mantas/Abaddon, le batteur historique du groupe (Abaddon) ayant refusé d'enregistrer les pistes de batterie des nouvelles compositions de Cronos et de Mantas qu'il jugeait trop rapides.
Antony Lant, frère de Cronos remplaça dès lors Abaddon sous le pseudonyme d'Antton. Cet album est également le dernier enregistré avec Mantas, fondateur et guitariste historique du groupe.
Cet album a été réédité et remastérisé en 2007 chez Sanctuary Records.
Le nouveau livret contenu dans l'album lors de sa réédition en 2007 revient en détail sur la séparation du line-up originel en 1998 et sur la seconde "traversée du désert" qu'a connu le groupe au début des années 2000.

## Liste des titres
1. Resurrection
2. Vengeance
3. War Against Christ
4. All There Is Fear
5. Pain
6. Pandemonium
7. Loaded
8. Firelight
9. Black Flame (of Satan)
10. Control Freak
11. Disbeliever
12. Man, Myth and Magic
13. Thirteen
14. Leviathan

## Composition du groupe
- Cronos (Conrad Lant) : chant, basse
- Mantas (Jeffrey Dunn) : guitare
- Antton (Anthony Lant) : batterie